# Laia Alvarez

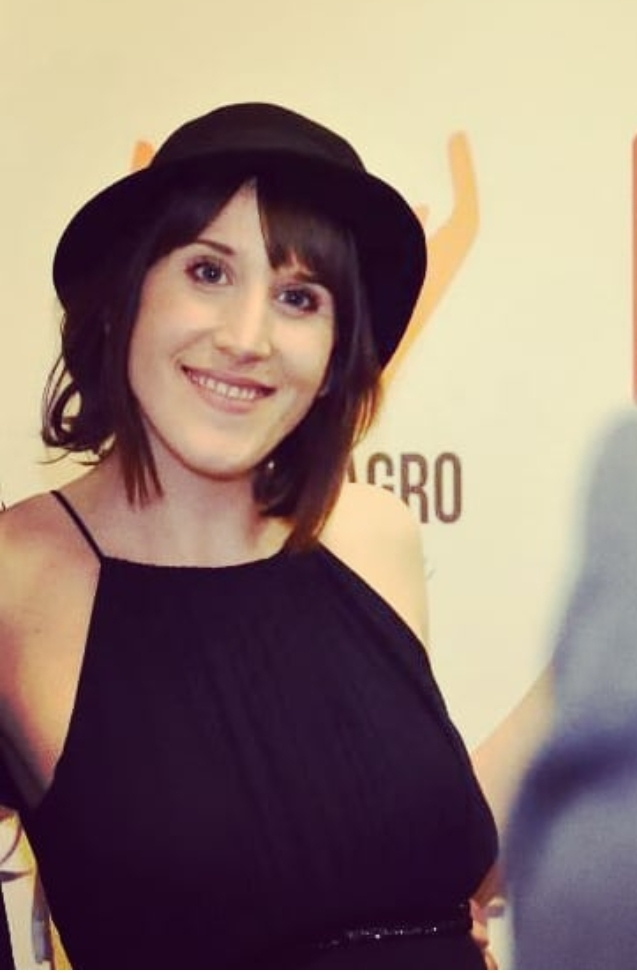
Laia Alvarez, 2021

Laia Alvarez Mestre (* 20. April 1987 in Barcelona) ist eine in Berlin lebende Schauspielerin und Autorin spanischer Herkunft.

## Leben
Laia Alvarez wurde in Barcelona geboren und ist auch dort aufgewachsen. Sie studierte Journalismus an der Universitat Autònoma von Barcelona und an der Universität der Künste Berlin. Die deutsche Sprache lernte sie erst, als sie schon erwachsen war. Sie studierte Schauspiel am Michael Tschechow Studio Berlin und die Chubbuck-Methode bei Frank Feys in Spanien. Alvarez spricht Deutsch, Spanisch, Englisch und Katalanisch und ist als Schauspielerin in Spanien und Deutschland tätig.
Alvarez ist Autorin und Mitglied des NIDS (Neues Institut für Dramatisches Schreiben). Mit ihrem Theaterstück "Der Siebente Kreis" war sie Finalistin des Literaturwettbewerbs für Autorinnen mit Migrationshintergrund IN ZUKUNFT.

## Werdegang
2009 verkörperte sie die Rolle der Candela in der katalanischen Fernsehserie Com si fos ahir unter der Regie von Sònia Sànchez. Ihr Debüt in Deutschland gab sie unter der Regie von Lars Becker in der TV-Serie Der gute Bulle: Nur Tote reden nicht. In der Comedy-Reihe Endlich Witwer – Über alle Berge (2022) spielte sie, neben Joachim Król, die Rolle der Polizistin Valeria.
Ihre erste Hauptrolle im deutschen Film und Fernsehen (2024) war die Ana Gonzalez, an der Seite von Uwe Ochsenknecht, in Die Drei von der Müllabfuhr unter der Regie von Christiane Balthasar. 2024 folgten weitere Hauptrollen in SOKO Leipzig und SOKO Stuttgart, sowie eine wiederkehrende Rolle in der Kinderserie Löwenzahn.
2024 wird sie, als durchgehende Rolle, in der ARD-Fernsehfilmreihe Für immer Sommer in der Rolle als Toni zu sehen sein.

## Filmografie
- 2019: Com si fos ahir (Fernsehserie, 2 Folgen)
- 2020: Der gute Bulle: Nur Tote reden nicht (Fernsehfilm)
- 2020: Gute Zeiten, schlechte Zeiten (Fernsehserie, 1 Folge)
- 2021: Abgenabelt (Fernsehserie, 2 Folgen)
- 2022: Wolfsland: Das dreckige Dutzend (Fernsehserie, 1 Folge)
- 2022: Blutige Anfänger (Fernsehserie, 1 Folge)
- 2023: Fritzie – Der Himmel muss warten (Fernsehserie, 1 Folge)
- 2023: Endlich Witwer – Über alle Berge (Fernsehserie, 1 Folge)
- 2023: Oben ohne
- 2023–2024: Löwenzahn (Fernsehserie, 2 Folge)
- 2023: Fritzie – Der Himmel muss warten (Fernsehreihe, 1 Folge)
- 2024: SOKO Leipzig (Fernsehserie, 1 Folge)
- 2024: Für immer Sommer (Fernsehreihe, 2 Folgen)
- 2024: SOKO Stuttgart: Narben der Vergangenheit (Fernsehserie)
- 2025: Die Drei von der Müllabfuhr – Der Neue (Fernsehreihe)
- 2025: Die Rosenheim Cops
- 2025: In aller Freundschaft (Fernsehserie, 1 Folge)
- 2025: Bone Palace (Netflix)